# Wohn- und Geschäftshaus Friedrich-Ebert-Straße 41
Das Wohn- und Geschäftshaus Friedrich-Ebert-Straße 41 im niedersächsischen Nordenham im Landkreis Wesermarsch stammt aus dem frühen 20. Jahrhundert.

Aktuell (2024) wird es als Wohnhaus und psychiatrische Pflegepraxis genutzt.
Das Gebäude steht unter Denkmalschutz (siehe auch Liste der Baudenkmale in Nordenham).

## Beschreibung
Das zweigeschossige giebelständige verputzte Gebäude mit Satteldach sowie geschossteilendem Gesims, horizontalem Teilgesims im Giebel und neu gestalteten Fenstern wurde in den 1900er Jahren erbaut.
Das Landesdenkmalamt befand zur Bedeutung: „… Teil einer Gruppe baulicher Anlagen …“ zu der die Gebäude Friedrich-Ebert-Straße Nr. 36, 39 und 41 sowie 45, 45B und 46 gehören.